# Hans Brøchner

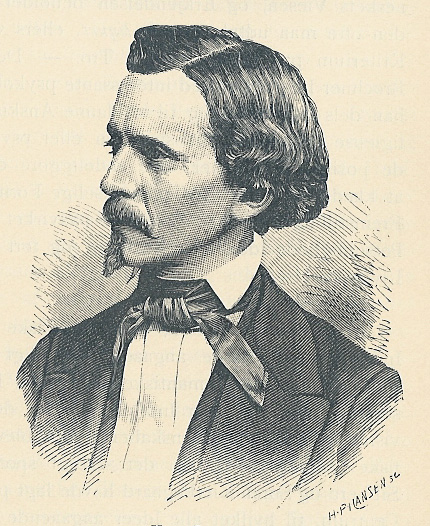
Hans Brøchner.

Hans Brøchner, född 30 maj 1820 och död 17 december 1875, var en dansk filosof.
Efter att först ha studerat teologi tog Bröchner 1845 magistergraden. Dessförinnan hade han 1842 översatt David Strauss troslära (Fremstilling af den christlige Troeslære), ett vittnesbörd om Brøchners kritiska inställning gentemot kristendomen, och skrivit Nogle Bemærkinger om Daaben (1843), riktad mot Hans Lassen Martensen. Efter utrikes resor i utlandet och ett kortvarigt deltagandet i det politiska livet ägnade sig Brøchner helt åt filosofin, utgav 1857 en monografi över Spinoza och blev extraordinarie docent i filosofi samma år. 1870 avlöste han Frederik Christian Sibbern som ordinarie porfessor. I två religionsfilosofiska avhandlingar, den historiekritiska Problemet om Tro og Viden (1868) och det positiva supplementet till densamma Om det Religiöse i dets Enhed med det Humane (1869), har Brøchner hävdat en oförenlig motsättning mellan uppenbarelsetro och vetenskap, där man varje individ måste välja. Brøchner för sin del väljer vetenskapen, och det har med nödvändigheter för honom över till en panteistisk livsåskådning. I Bidrag til Opfattelsen af Philosophiens historiske Udvikling (1869) sökte Brøchner hitta en lagbundenhet i filosofins utveckling genom dess olika huvudformen, något som blev ett förarbete till hans Philosophiens Historie i Grundrids (2 band, 1873-74), i vilken han beskrev både den grekiska och den nyare tidens historia.